# 青軍 (ロシア)
青軍（せいぐん、タンボフパルチザン地域暫定民主共和国（タンボフパルチザンちいきざんていみんしゅきょうわこく）英:The Blue Army）は、ロシア内戦中にタンボフ州で起こった共産主義勢力に対する最大規模の農民蜂起であるタンボフ蜂起に参加した軍の一つである。
蜂起の実際の指導者、第2反乱軍参謀長、社会革命党員アレクサンドル・アントーノフの名前にちなんで「アントノヴィズム」と呼ばれることもある。ソビエトの歴史学では「アントノフスキーの反乱」と呼ばれる。統一パルチザン軍の司令官であり労働農民組合（STK）の議長はピョートル・トクマコフであった。
タンボフ蜂起はクロンシュタットの反乱と同様、これは戦時共産主義政策を放棄してネップに移行する決定に大きく貢献した。

## 背景

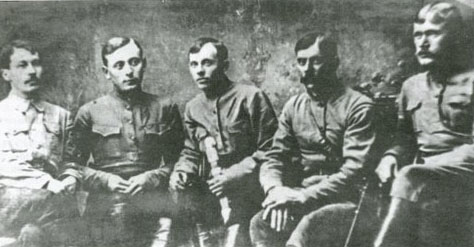
アレクサンドル・アントーノフ (中央) と仲間たち

革命前、タンボフ県は19の地区に分割されていました。地区のある地方都市タンボフに加えて、さらに11の地区都市がありました。次に、郡は7,809の村と集落を含む361の郷に分割されました。また、多くの独立した農場、さまざまな農業農場や地所もありました。この州は面積が広く、人口は約400万人でした。都市に住んでいる人はわずか26万8千人でした。住民の大多数は農村部に住み、そこで農業に従事していました。タンボフ県は世界最高のチェルノーゼムに位置しており 、場所によっては肥沃なチェルノーゼム層の深さが4メートルに達しています。タンボフ県は、ロシア帝国内での発展において(他の80の県及び行政機関の中で)5番目にランクされており、国内で最も裕福な県の一つと考えられていました。第一次世界大戦が勃発しても、経済状況はまったく悪化しませんでした。タンボフの住民はヨーロッパで農産物の一部の市場を失いましたが、これらの損失は現役の軍隊のニーズを満たす物資によって補われました。したがって、この州は食糧生産量を失うことなく、ロシア帝国の最高の穀倉地帯の一つであり続けた。
ボリシェヴィキ政権下では、タンボフ地域およびロシア全土のクラークは政治的・経済的権利の一部を剥奪され、穀物の貿易は禁止され、彼らの余剰は徴発され始めた。タンボフ県は中心部に比較的近く、前線からは距離があるため、食料部隊の活動範囲があらかじめ定められており、地元の裕福な農民の間に強い不満を引き起こした。彼らが扇動したタンボフ地域のクラークと一部の中農民は積極的な武装抵抗で共産主義者に対抗した。 1918年には、最大4万人がボリシェヴィキ、食料部隊、劣悪な指揮官に対する地元の蜂起や党派運動に参加した。当局の立場は、赤軍兵士（多くの場合武器を手に）が反乱軍側に頻繁に亡命したことで複雑になった。また、1919年夏にマモントフ将軍が馬で襲撃した後、大量の武器がパルチザンの手に渡りました。

### 脱走兵
赤軍の隊列からの脱走の問題は、ソビエト政府が国民皆兵の導入を初めて試みた1918年5月下旬に始まった。タンボフでの動員を発表した法令には、21歳から20歳までの成人男性全員が徴兵されると記載されていた。−5人は戦闘任務への適性が評価されることになっている集合場所に報告しなければならなかった。
ランディス教授は、村のコミュニティが村の安全の重大な保証なしに当局の呼びかけに応じようとしないことは州当局にとって新しいことではないと信じていた。地域で進行中の余剰流用プロセスは状況を悪化させるだけだった。その時点で最も差し迫った問題は、信頼とセキュリティという 2 つでした。その結果、動員が発表されると、村の集会は同胞殺しの戦争への参加を拒否するか、自衛のために当局に武器を要求した。
同時に、大規模動員命令が発令される前であっても小規模な軍事部隊を創設するという州当局の試みは成功を収めなかった。タンボフ分遣隊は、隣接するサラトフ州にあるチェコスロバキア軍団の部隊と衝突し、彼らは敗北して捕らえられたが、すぐに移送条件付きで釈放されたが、チェコ人自身の言葉を借りれば、できるだけ早く外国の領土を離れたかったため、「ロシア人」は自分たちが「愚か者」であるというメッセージを送った。
さらに、新政府自体が動員の準備ができていないことが判明した。にもかかわらずタンボフに到着した徴兵の「小規模」グループは「混乱」を引き起こし、2日間にわたってソビエト政府を転覆させさえした。正式には、ツァーリ時代の地方議会は市内で復元された。その結果、地元住民を動員する新たな試みは1918年の晩秋まで延期された。
1918年の秋から冬にかけての動員は、新兵を収容するための兵舎がなく、食糧の提供も困難な中で行われた。多くの場合、急いで「部隊」に集められた若者は単に前線に向かう列車に乗り込むだけだった。武装した馬車の警備にもかかわらず、兵士の4分の1から半数が途中で逃げ出すことができた。 12月、労働者農民防衛評議会に直属する脱走兵対策中央委員会がモスクワに設立され、その地方支部がタンボフに開設された。郵便電信人民委員のワディム・ポドベルスキー氏が委員として首都から州に到着した。この地域では、党員と赤軍兵士からなる脱走パトロール隊が創設され、「家屋を検査し襲撃を行う」ことになった。これらの部隊には「特別な場合」に処刑する権利が与えられた。
ロシア中央部、特にタンボフ県における脱走兵との戦いの規模は、特に1919年5月中旬に増大した。これは、赤軍の大部分が南方からデニキン部隊の攻撃を開始したためである。東 - コルチャック軍に対して。脅威の深刻さのため、ソ連当局はこれまで軍務に不適格と考えられていた人々を動員し始め、脱走兵を匿っている疑いのある村では地元住民の中から人質を取り始めた。同時に、6月に脱走兵自身に対する恩赦が発表され、恩赦は翌月まで延長された。その結果、恩赦の最初の月に、自発的に降伏した15万6千人に加えて、パトロール隊は4万4千人を兵役に就かせ、これが中央部では村の対社会的態度の「転換点」の一部であると認識された。ソ連の力。元脱走兵は「悪意がある」（裁判の対象）と「意志の弱さによる」（または「悪意がない」）の２つのグループに分けられた。現在、新兵の大部分は前線には行かず、主に共産主義者、コムソモールのメンバー、労働組合のメンバーによって補充されたが、予備部隊に送られた。輸送中やこれらの部隊に到着すると、補給用の食料がないことが多く、多くが再び脱走した。
このようにして、若者の「ギャング」が州の領土に現れました - そのほとんどは脱走兵であり、自分たちを「緑の」と認識しています。農民の反乱軍とは異なり、脱走兵は積極的な行動を避け、森の中に隠れて自分自身への注目を集めないよう努めた。秋になるとそのような編成の数は減少し、冬までにほとんど消えたが、翌年には再び出現した。

### アントノフ
1918年12月から1919年1月にかけて、元キルサノフ警察署長の社会革命家アレクサンダー・アントノフは、 10～15人からなる「戦闘分隊」を創設し、武装させた。彼女とともに、彼はソ連の機関の「収用」と地元のボリシェヴィキに対する個人のテロに従事し始める。 1919年の夏までに、アントノフの部隊は主に脱走兵の中から選ばれた150名を数えていた。アントノフの軍隊が活動していた地域では食料部隊が現れないよう努め、地元の農民は彼を仲介者とみなした。

## 関連文献
- Brovkin, Vladimir N. (2015). Behind the front lines of the civil war: political parties and social movements in Russia, 1918–1922. Princeton University Press
- Hartgrove, J. Dane (1981). “Book Review: The Unknown Civil War in Soviet Russia: A Study of the Green Movement in the Tambov Region 1920–1921”. Russian History 8 (3):  432–433. ISSN 0094-288X. OCLC 6733656975.
- Landis, Erik-C. (2004a). “Between village and Kremlin: Confronting state food procurement in civil war Tambov, 1919–20”. Russian Review 63 (1):  70–88. doi:10.1111/j.1467-9434.2004.00304.x.
- Landis, Erik-C. (2004b). “Waiting for Makhno: Legitimacy and context in a Russian peasant war”. Past and Present 183 (183):  199–236. doi:10.1093/past/183.1.199. JSTOR 3600864.
- Singleton, Seth (September 1966). “The Tambov Revolt (1920–1921)”. Slavic Review 25 (3):  497–512. doi:10.2307/2492859. JSTOR 2492859.